# Мартинці
Мартинці́ — село в Україні, у Лебединській міській громаді Сумського району Сумської області. Населення становить 26 осіб. До 2020 орган місцевого самоврядування — Павленківська сільська рада.

## Географія
Село Мартинці знаходиться на правому березі річки Грунь, вище за течією примикає село Дігтярі, нижче за течією на відстані 1,5 км розташоване село Павленкове. На річці зроблено греблю.

## Історія
12 червня 2020 року, відповідно до Розпорядження Кабінету Міністрів України № 723-р «Про визначення адміністративних центрів та затвердження територій територіальних громад Сумської області» увійшло до складу Лебединської міської громади.
19 липня 2020 року, після ліквідації Лебединського району, село увійшло до Сумського району.